# Обухов, Аркадий Николаевич
Арка́дий Никола́евич Обу́хов (род. 15 января 1963, Кирово-Чепецк, Кировская область) — советский и российский хоккеист.

## Биография
Родился 15 января 1963 года в Соликамске. Там же начал заниматься хоккеем в ДЮСШ Соликамского целлюлозно-бумажного комбината (первый тренер Б. В. Кем).  В детском возрасте был приглашен в специализированную ДЮСШ «Олиммпия» в городе Кирово-Чепецке Кировской области.
В 1981 году в составе первого звена «Олимпии» Дудин—Дмитриев—Обухов был приглашён в команду высшей лиги чемпионата СССР «Химик» (Воскресенск).
В составе советских юниорской и молодёжной сборных был чемпионом Европы среди юниоров (1981 год) и чемпионом мира среди молодежи (1983 год).
В сезоне 1985/1986 играл в составе фарм-клуба ЦСКА — калининский СКА МВО (первая лига).
В 1986—1989 и 1990—1992 годах выступал за ярославское «Торпедо» которое с сезона 1987/1988 вошло в высшую лигу чемпионата СССР. Исключением стал сезон 1989/1990, в котором Обухов играл в составе ижевской «Ижстали».
В 1992 году завершил игровую карьеру, однако с 1995 года возобновил её, начав выступать в клубах младших хоккейных лиг России, среди которых был и оказавшийся в высшей лиге ЦСКА.
Тренером СДЮСШОР города Твери.

## Достижения
- Чемпион Европы среди юниоров 1981.
- Чемпион мира среди молодёжи 1983.